# Nemzeti Bajnokság I 2010-11
Nemzeti Bajnokság I 2010-11 a fost al 112-lea sezon din prima ligă de fotbal din Ungaria.

### Locații
| Club                 | Oraș           | Stadion                  | Capacitate |
| -------------------- | -------------- | ------------------------ | ---------- |
| Budapesta Honvéd FC  | Budapesta      | Bozsik Stadion           | 10,000     |
| Debreceni VSC        | Debrecen       | Stadion Oláh Gábor Út    | 9,640      |
| Ferencvárosi TC      | Budapesta      | Stadion Albert Flórián   | 18,100     |
| Győri ETO FC         | Győr           | ETO Park                 | 16,000     |
| Kaposvári Rákóczi FC | Kaposvár       | Stadion Rákóczi          | 7,000      |
| Kecskeméti TE        | Kecskemét      | Széktói Stadion          | 6,300      |
| Lombard-Pápa TFC     | Pápa           | Stadion Várkerti         | 4,500      |
| MTK Budapesta FC     | Budapesta      | Hidegkuti Nándor Stadium | 7,700      |
| Paksi SE             | Paks           | Stadion PSE              | 4,950      |
| BFC Siófok           | Siófok         | Révesz Géza Stadion      | 10,500     |
| Szolnoki MÁV FC      | Szolnok        | Tiszaligeti Stadion      | 10,000     |
| Szombathelyi Haladás | Szombathely    | Stadion Rohonci Út       | 12,000     |
| Újpest FC            | Budapesta      | Szusza Ferenc Stadium    | 13,501     |
| Vasas SC             | Budapesta      | Stadion Rudolf Illovszky | 12,000     |
| Videoton FC          | Székesfehérvár | Stadion Sóstói           | 15,000     |
| Zalaegerszegi TE     | Zalaegerszeg   | ZTE Arena                | 9,000      |

### Personalul și sponsorii
| Echipă               | Patron                   | Antrenor           | Kitmaker | Tricoul                    |
| -------------------- | ------------------------ | ------------------ | -------- | -------------------------- |
| Budapesta Honvéd     | George F. Hemingway      | Massimo Morales    | Nike     |                            |
| Debreceni VSC        | Sándor Szilágyi          | András Herczeg     | adidas   | Teva                       |
| Videoton FC          | Sándor Berzi             | György Mezey       | Nike     | Máltai Szeretetszolgálat   |
| Ferencváros          | Kevin McCabe             | László Prukner     | Nike     | Fantastic League           |
| Győri ETO            | Csaba Tarsoly            | Attila Pintér      | Puma     | Quaestor                   |
| Kaposvári Rákóczi FC | Kálmán Torma             | Tibor Sisa         | Givova   |                            |
| Kecskeméti TE        | Pál Rózsa, János Versegi | István Urbányi     | Jako     | Ereco                      |
| Lombard-Pápa         | Péter Bíró               | György Véber       | Jako     | Lombard                    |
| MTK Hungária FC      | László Domonyai          | József Garami      | Nike     | fotex                      |
| Paksi SE             | János Süli               | Károly Kis         | Jako     | MvM Paksi Atomerőmű        |
| BFC Siófok           | ifj. György Gruber       | István Mihalecz    | Puma     | AVE                        |
| Szolnoki MÁV FC      | Gábor Ferencz            | Attila Vágó        | Hummel   |                            |
| Szombathelyi Haladás | Béla Illés               | Antal Róth         | Legea    | Contact Zrt.               |
| Újpest FC            | István Csehi             | Géza Mészöly       | Puma     | Birdland Golf & SPA Resort |
| Vasas SC             | Vancsa Miklós            | Giovanni Dellacasa | Lancast  |                            |
| Zalaegerszegi TE     | Ferenc Nagy              | János Csank        | mass     |                            |

## Clasament
| Poz | Echipa           | MJ | V | E | Î | GM | GP | G  | Pct | Promovare sau retrogradare                                 |
| --- | ---------------- | -- | - | - | - | -- | -- | -- | --- | ---------------------------------------------------------- |
| 1   | Debrecen         | 5  | 3 | 1 | 1 | 13 | 6  | +7 | 10  | LC 2011-2012 Turul 2 preliminar                            |
| 2   | Ferencváros      | 5  | 3 | 1 | 1 | 9  | 6  | +3 | 10  | UEL 2011-2012 Primul tur preliminar                        |
| 3   | Kaposvár         | 5  | 3 | 1 | 1 | 9  | 6  | +3 | 10  | UEL 2011-2012 Primul tur preliminar                        |
| 4   | Vasas SC         | 5  | 3 | 1 | 1 | 10 | 8  | +2 | 10  |                                                            |
| 5   | MTK Hungária     | 5  | 3 | 1 | 1 | 8  | 7  | +1 | 10  |                                                            |
| 6   | Honvéd Budapesta | 5  | 3 | 0 | 2 | 9  | 6  | +3 | 9   |                                                            |
| 7   | Videoton FC      | 5  | 2 | 2 | 1 | 9  | 5  | +4 | 8   |                                                            |
| 8   | Zalaegerszeg     | 5  | 2 | 2 | 1 | 10 | 9  | +1 | 8   |                                                            |
| 9   | Újpest           | 5  | 1 | 3 | 1 | 4  | 4  | 0  | 6   |                                                            |
| 10  | Paks             | 5  | 1 | 2 | 2 | 8  | 10 | −2 | 5   |                                                            |
| 11  | Győr             | 5  | 1 | 2 | 2 | 3  | 6  | −3 | 5   |                                                            |
| 12  | Lombard-Pápa     | 5  | 1 | 1 | 3 | 8  | 9  | −1 | 4   |                                                            |
| 13  | Szolnoki MÁV     | 4  | 1 | 1 | 2 | 5  | 7  | −2 | 4   |                                                            |
| 14  | Kecskemét        | 5  | 1 | 0 | 4 | 10 | 16 | −6 | 3   |                                                            |
| 15  | Siófok           | 5  | 0 | 3 | 2 | 2  | 6  | −4 | 3   | Retrogradare în 2011–12 Hungarian National Championship II |
| 16  | Szombathely      | 4  | 0 | 1 | 3 | 2  | 8  | −6 | 1   | Retrogradare în 2011–12 Hungarian National Championship II |

Ultima actualizare: 28 august 2010
Sursa: soccerway.com
Reguli de clasare: 
1st points; 2nd overall wins; 3rd goal difference; 4th goals scored.
1The winners of the 2010–11 Hungarian Cup will qualify for the second qualifying round of UEFA Europa League.
POZ = Poziția în clasament; (C) = Campioană; (R) = Retrogradată; (P) = Promovată; (E) = Eliminată; (O) = Câștigătoare de play-off; (A) = Avansează în runda următoare. 
Aplicabil doar când sezonul nu este terminat: 
(Q) = Calificare în faza competiției indicată; (TQ) = Calificare în competiție, dar încă nu în faza indicată; (RQ) = Calificată în competiția de retrogradare indicată; (DQ) = Descalificată din competiție.